# بروس روبنز
بروس روبنز (بالإنجليزية: Bruce Robbins)‏ هو لاعب كرة قاعدة أمريكي، ولد في 10 سبتمبر 1959 في بورتلاند في الولايات المتحدة.

## وصلات خارجية
- بروس روبنز على موقعبيزبول رفرنس.كوم (الدوري الرئيسي) (الإنجليزية)
- بروس روبنز على موقعبيزبول رفرنس.كوم (الدوري الثانوي) (الإنجليزية)